# 維多利亞：革命
《维多利亚：革命》是Paradox Interactive于2003年开发的游戏《维多利亚：太阳帝国》的资料片，于2006年8月17日发布。其中增加了一些新内容。

## 新增内容
- 增加了15年的游戏时间，使得游戏世界能够延续到战间期
- 扩充了游戏中的科技树，包括了许多两次世界大战中的新科技，比如飞机和航空母舰
- 在游戏中增加了一个转换器，能将《维多利亚：革命》的游戏存档转换为《钢铁雄心II：世界末日》的游戏存档，可以使玩家在钢铁雄心II中继续进行游戏
- 修改了游戏中的政党和选举系统，使游戏中的选举系统更真实化
- 增加了一种新的意识形态：法西斯
- 修改了游戏中的军事系统，使得军事与玩家所选择的政治制度有直接关联
- 修改了游戏中的经济系统，让其经济系统通过一系列模型变得更加趋于真实化